# Pulenda
 (février 2011).
Si vous disposez d'ouvrages ou d'articles de référence ou si vous connaissez des sites web de qualité traitant du thème abordé ici, merci de compléter l'article en donnant les références utiles à sa vérifiabilité et en les liant à la section « Notes et références ».

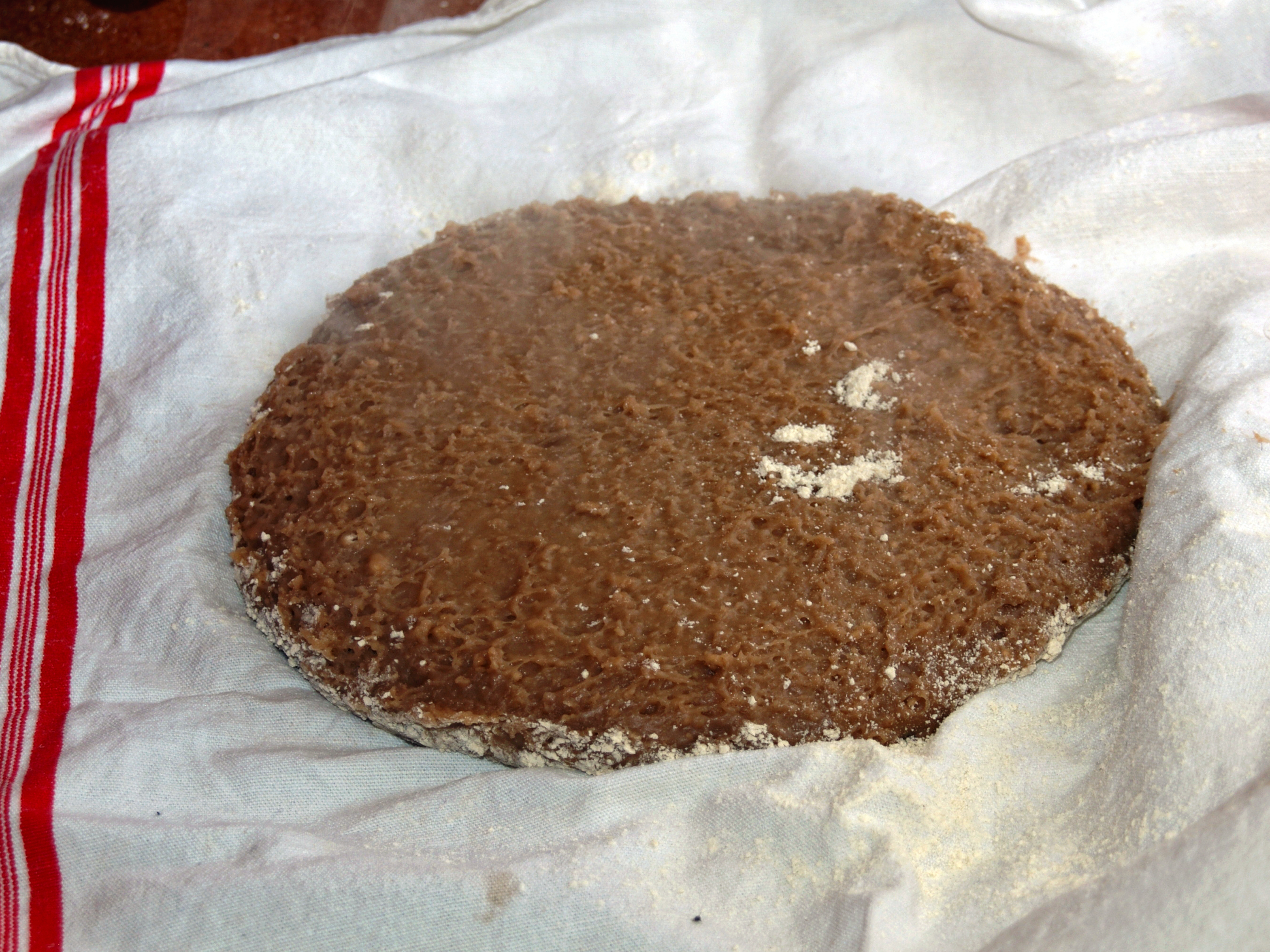
La pulenda.

La pulenda est un pain corse constitué de farine de châtaigne, d’eau et de sel. 
Elle se présente sous une forme de boule ou de galette molle de couleur marron, saupoudrée de farine de châtaigne.
Ce pain entre dans la composition de repas communément appelés pulenda.

## Histoire
De tous temps, en Corse, le châtaignier a été considéré comme l’« arbre à pain ». Il est cultivé dans de nombreuses régions de l’île, à une altitude variant entre 500 et 800 mètres. La plupart des maisons anciennes possèdent des séchoirs à châtaignes.
Durant les temps des Grandes guerres, les habitants de l’intérieur ont eu recours aux châtaignes pour se nourrir. 
Actuellement, des efforts sont entrepris pour sauvegarder les châtaigneraies. Les vieux arbres sont taillés, traités, etc. et de nouvelles plantations voient le jour. De nouveaux moulins à châtaignes sont créés, apportant un regain de vie à certains villages et hameaux.

## Utilisation
À l’automne, la châtaigne est commercialisée en vrac par les agriculteurs et certains commerçants détaillants.
Si la châtaigne est consommée bouillie en début de saison, et rôtie ensuite, on la trouve la plupart du temps commercialisée sous forme de sachets de farine destinée à la réalisation essentiellement de pulenda, une recette culinaire qui se décline suivant les villages et les ménages. 
La pulenda c’est aussi un repas corse en hiver. À cette époque de l’année, la farine de châtaignes récoltées à l’automne, les salaisons et charcuteries des cochons abattus à l’arrivée du froid hivernal sont consommées.

## Préparation

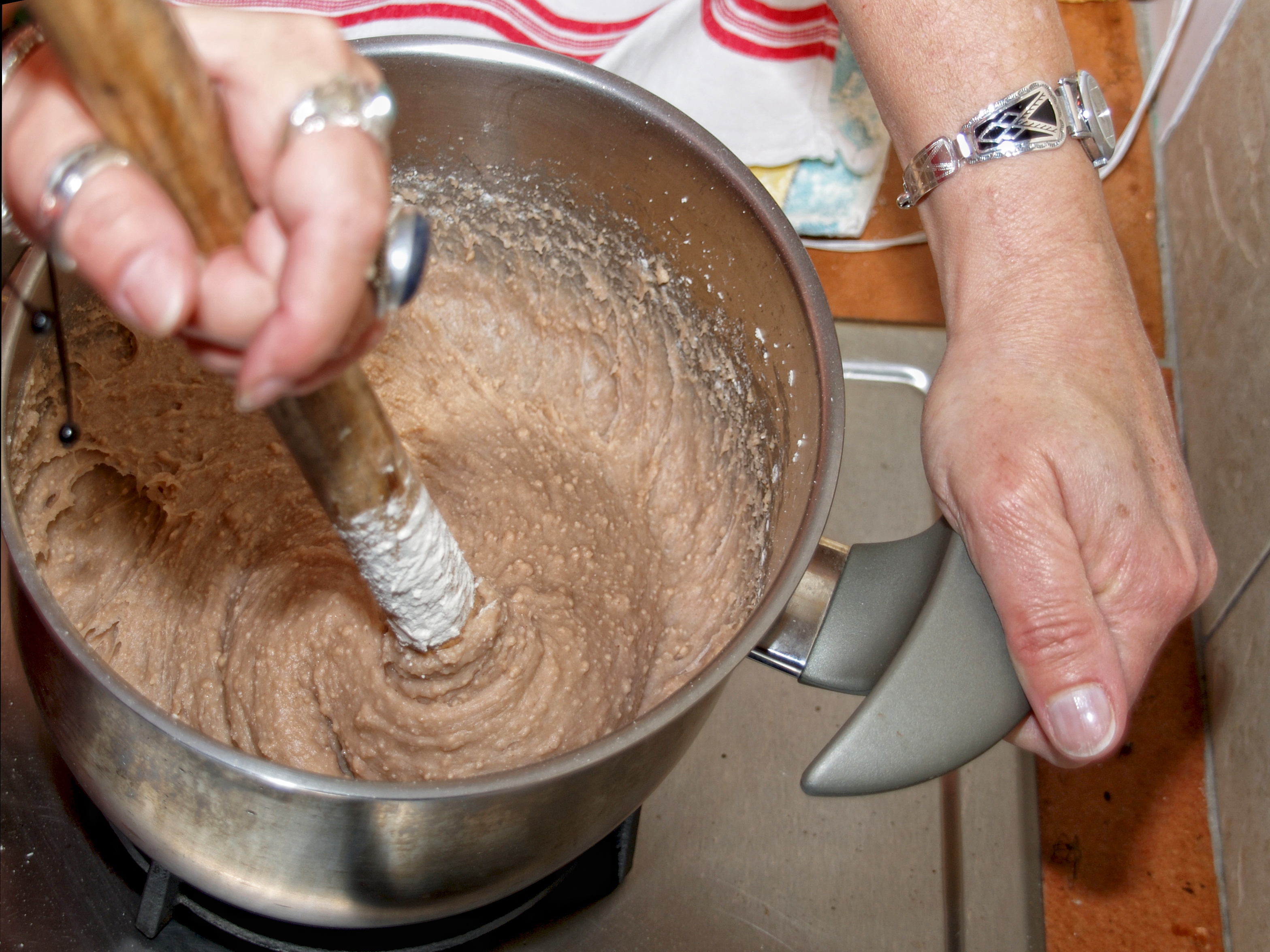
Préparation de la pulenda.

Pour réaliser une pulenda, il faut mettre en œuvre les proportions suivantes : pour 1 kg de farine, 2 litres d’eau, et quelques pincées de sel. 
Les ustensiles nécessaires sont un chaudron et un bâton (pulindaghju en corse) servant à remuer la préparation durant sa cuisson car il faut la remuer sans cesse sur le feu en se relayant.
La pulenda est cuite lorsqu’elle fait une boule autour du bâton, soit environ 40 à 50 minutes après.
Une fois cuite, elle sera renversée sur un linge préalablement saupoudré de farine de châtaigne. 

## Présentation

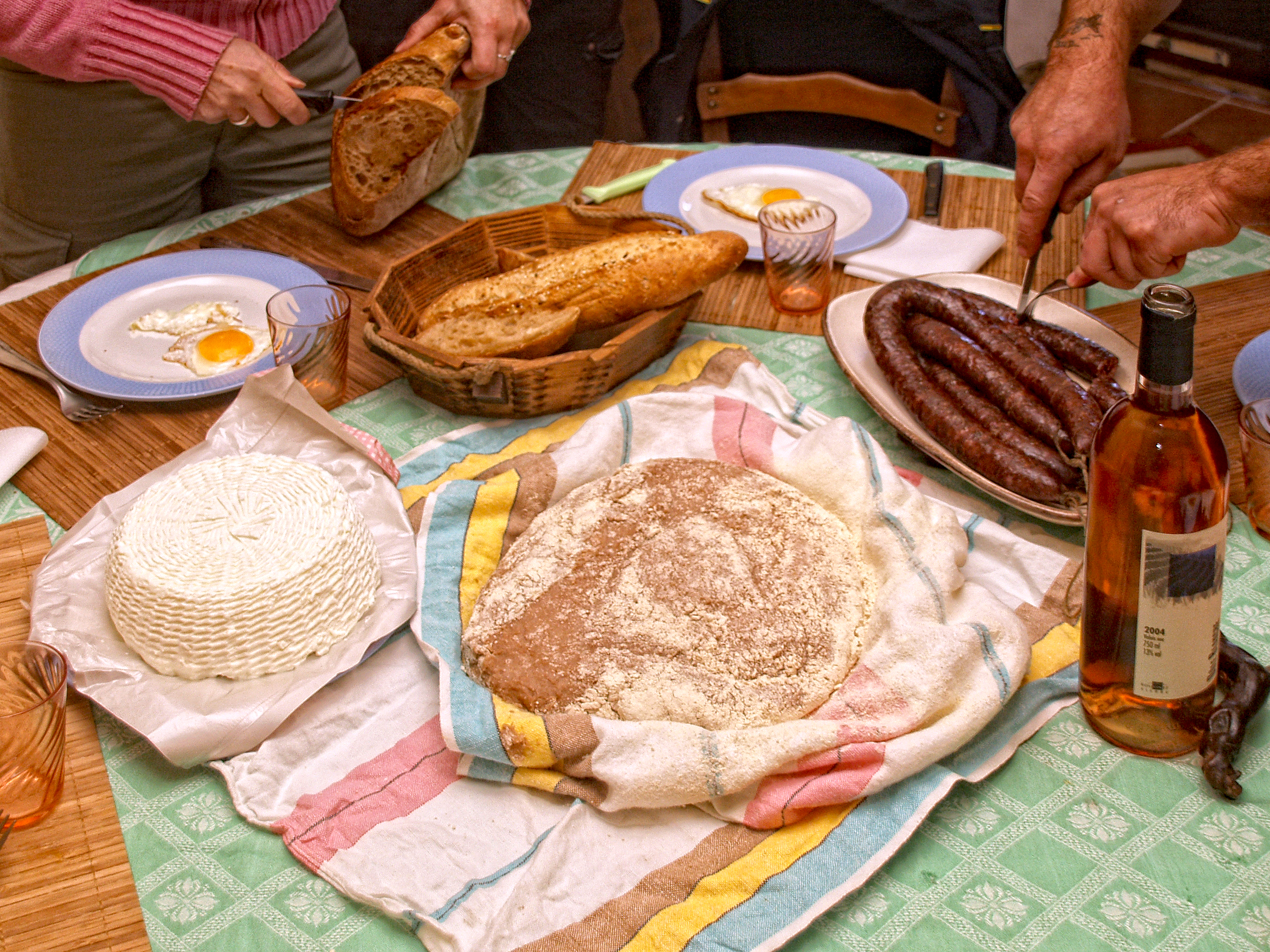
La pulenda entre autres plats corses.

On repliera sur elle le linge afin de la conserver au chaud jusqu’au transport à la table à manger. Au moment de servir, on la découpe souvent avec un fil.
Elle est consommée nature, chaude ou froide, ou au lait. Mais la plupart du temps elle sera servie chaude, avec du caillé ou du brocciu frais, du figatellu et/ou des côtes plates de porc cuites au feu, d’œufs au plat, au cours de repas agrémentés d’un vin rouge ou rosé du pays.
Pour consommer une pulenda préparée un ou deux jours plus tôt, on roule les tranches dans la farine de châtaigne et on les fait frire à la poêle.